# Wilhelm Zehner
Wilhelm Zehner (* 2. September 1883 in Bistritz, Siebenbürgen, Österreich-Ungarn; † 11. April 1938 in Wien) war ein österreichischer General der Infanterie. Von 1934 bis 1938 war er Staatssekretär im Verteidigungsministerium. Er war maßgeblich an der Modernisierung und technischen Weiterentwicklung des Bundesheeres beteiligt und wird daher als Vater des österreichischen Bundesheeres bezeichnet.
Kurz nach dem „Anschluss“ Österreichs an das nationalsozialistische Deutsche Reich wurde er von der Gestapo ermordet, welche die Tat als Selbstmord zu tarnen versuchte.

## Bis zum Ende des Ersten Weltkrieges
Nach dem Besuch des evangelisch-deutschen Untergymnasiums in Bistritz kam Zehner 1898 in die Infanterie-Kadettenschule in Kamenitz. 1902 wurde er als Kadett-Offiziersstellvertreter zum k.u.k. Infanterieregiment 61 in Temesvár ausgemustert. 1903 wurde er zum Leutnant und 1910 zum Oberleutnant befördert. Drei Jahre später erfolgte seine Ernennung zum Militärintendanten. 1914 wurde er zur Intendanz der 14. Gebirgsbrigade kommandiert, die in Serbien operierte. Nach einem kurzen Einsatz an der Ostfront wurde Zehner „beim Inspizieren der vereinigten Marschformation der 1. Armee“ eingeteilt. Seine Beförderung zum Hauptmann erfolgte am 10. Dezember 1916 beim Infanterieregiment 106.

## Zwischenkriegszeit
Nach dem Ersten Weltkrieg wurde er noch 1918 in die Volkswehr bzw. das Bundesheer übernommen und zum Major befördert. 1920 führte er ein Bataillon des Alpenjäger-Regiments 8 in Braunau, später war er als Kommandant des Alpenjägerregiments 7 in Linz eingesetzt. 1921 erhielt er den Rang eines Titular-Oberstleutnants beim Kärntner Alpenjägerregiment 11 und wenig später den eines Oberstleutnants. 1925 heiratete er in Klagenfurt Marianne (Maria; Anm.) Krassnitzer. Seine Beförderung zum Oberst erfolgte 1929. Ab 1931 diente er als zugeteilter Offizier beim Brigadekommando der 4. Infanteriebrigade Linz, 1933 erhielt er das Kommando über die oberösterreichische Brigade. Im selben Jahr avancierte er zum Generalmajor.
Bundeskanzler Dollfuß berief im „Ständestaat“ Zehner am 11. Juli 1934 als Staatssekretär für Landesverteidigung in sein Kabinett. Bundeskanzler Kurt Schuschnigg beförderte Zehner im November 1934 zum General der Infanterie. Das Amt als Staatssekretär hatte Zehner bis zum Rücktritt Schuschniggs am 11. März 1938, d. h. bis zum „Anschluss“, inne. Sein Nachfolger wurde Generalmajor Maximilian de Angelis. Am 12. März reichte Zehner sein Pensionsgesuch als Offizier ein; am 15. März 1938 verlangte Hitler in einer Führerweisung seine (nicht mehr erforderliche) Absetzung.

## Ermordung
Sein Tod am 11. April 1938 in Wien ist lange mysteriös geblieben. Lange Zeit galt die Behauptung der Gestapo, dass er sich als entschiedener Gegner des Nationalsozialismus in der Nacht vom 10. auf den 11. April 1938 beim Eindringen der Gestapo in seine Wiener Wohnung erschossen habe. Doch Indizien und Zeugenaussagen zeigen einen Mord der Gestapo. So konnte der Notarzt der Rettungsmannschaft aus medizinischer Sicht keinen Selbstmord bestätigen. Zehner musste auch seine Dienstwaffe schon mit der vorherigen Zwangspensionierung abgeben, und seine Gattin und Dienstmädchen wurde unter Androhung von Repressalien von der Gestapo gezwungen, die Selbstmordtheorie zu unterschreiben. Besonders die Tatsache, dass Zehner am Boden liegend mit dem Revolver in der linken Hand vorgefunden wurde (Zehner war Rechtshänder und er hätte sich wohl nicht mit der linken Hand in die rechte Schläfe geschossen) zeigen die Vertuschung. Auch soll Zehner nach dem Schuss nach Angaben des beteiligten Gestapo-Beamten noch mit ihm gesprochen haben, was auf Grund der Schussverletzung aus rein medizinischer Sicht völlig unmöglich ist. Ein nach 1945 eingeleitetes Gerichtsverfahren führte 1951 zu einem Freispruch der Tatverdächtigen aus Mangel an Beweisen gegen die Beschuldigten, wobei der Prozess hauptsächlich nach Gestapo-Aufzeichnungen geführt wurde. Begraben liegt Zehner in Wien am Döblinger Friedhof.

## Auszeichnungen
- Ungarische Kriegserinnerungsmedaille
- Allgemeines Kärntnerkreuz für Tapferkeit
- Erinnerungskreuz 1912–1913
- Militär-Jubiläumskreuz 1908
- Karl-Truppenkreuz
- Goldenes Verdienstkreuz mit der Krone mit der Kriegsdekoration und Schwertern
- Bronzene Militär-Verdienstmedaille am Bande des Militärverdienstkreuzes mit Schwertern
- Militärverdienstkreuz III. Klasse mit der Kriegsdekoration und Schwertern
- Orden der Eisernen Krone III. Klasse mit der Kriegsdekoration und Schwertern (jedoch ohne eine Erhebung in den Adelstand)
- Goldenes Ehrenzeichen für Verdienste um die Republik Österreich
- Großkreuz des österreichischen Verdienstordens 1937[4]

## Ehrungen und Gedenken

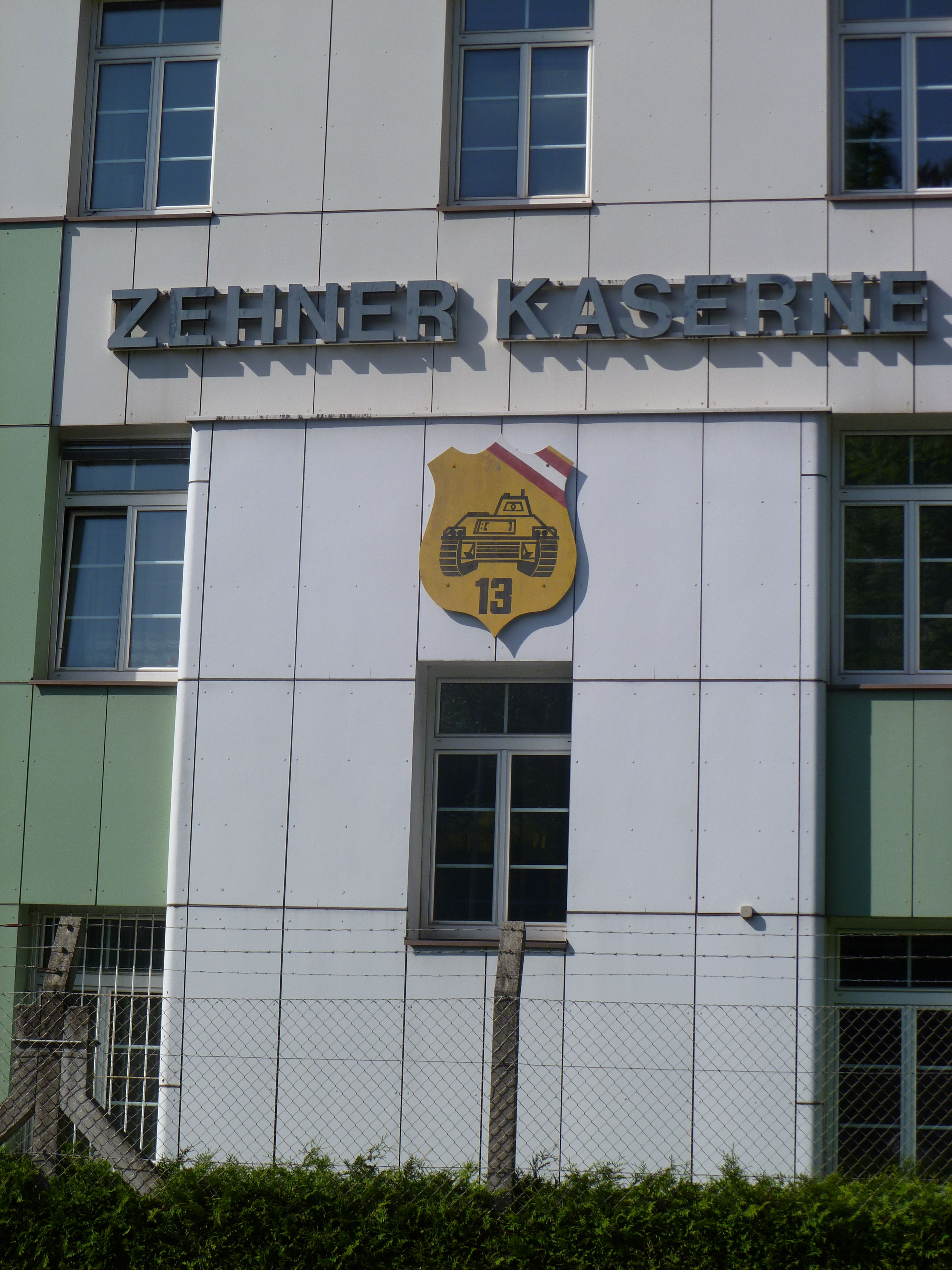
General Zehner Kaserne des PzGrenB 13/ Ried im Innkreis

- Am 23. Juli 1937 wurde General Zehner für die Errichtung einer Garnison und den Neubau einer Kaserne zum Ehrenbürger der Stadt Ried im Innkreis ernannt.[5]
- Am 15. Mai 1967 erhielt die Bundesheerkaserne in Ried im Innkreis den Namen General-Zehner-Kaserne.[5]